# Inseto geneticamente modificado
Um inseto geneticamente modificado é um inseto que foi modificado geneticamente por diversos motivos, como produção agrícola, produção de óleo e controle de pestes.
Na pesquisa biológica, moscas de fruta transgênicas (Drosophila melanogaster) são organismos modelo usados para estudar os efeitos de alterações genéticas no desenvolvimento. Moscas de fruta são preferenciais em relação a outros animais devido a seu ciclo de vida curto, poucas exigências de manutenção e genoma relativamente simples comparado com muitos vertebrados.

## Métodos
A primeira liberação de mosquitos modificados foi realizada nos anos 70. Eram mosquitos da espécie que transmite o vírus da dengue, que foram esterilizados por irradiação (técnica de esterilização de inseto).
A companhia inglesa Oxitec usa uma técnica chamada RIDL (sigla tem inglês) que significa "liberação de insetos com letalidade dominante, que pode produzir machos adultos férteis que induzem uma alta mortalidade dos descendentes. Os adultos gerados com essa técnica não são estéreis mas seus descendentes tem uma taxa de sobrevivência de 0% (essa letalidade pode ser "desligada" introduzindo-se tetraciclina em sua dieta. Essa companhia ainda (escrito em 23/03/15) trabalha na liberação desses insetos em Florida Keys, reduzindo a quantidade de insetos selvagens que podem carregar o vírus.

## Espécies modificadas

### Para pesquisa científica
- Drosophila melanogaster

### Para usos comerciais
- Aedes aegypti
- Pectinophora gossypiella